# Omid Nouripour
Omid Nouripour (en persan : امید نوری پور), né le 18 juin 1975 à Téhéran (Iran), est un homme politique allemand d'origine iranienne, membre de l'Alliance 90 / Les Verts. Il succède à Joschka Fischer au Bundestag le 2 décembre 2006. Élu ensuite le 27 septembre 2009, il est réélu continuellement depuis 2013. Il est le premier député d'origine iranienne à siéger au Bundestag.
Le 29 janvier 2022, il devient co-président d'Alliance 90/Les Verts, en tandem avec Ricarda Lang. Il représente l'aile « réaliste » du parti et elle son aile « sociale ».
Après une série de très mauvais résultats du parti écologiste aux élections européennes de juin 2024, puis aux élections régionales en Thuringe (3,2 % des voix),, 5,1 % des voix en Saxe et 3 % dans le Brandebourg, le 25 septembre, Ricarda Lang et Omid Nouripour, annoncent leur démission de la tête du parti,.